# Tauriana
Tauriana (Taurianum en latin, Ταυρανία en grec) était une ville de la Grande-Grèce, située sur l'ancien territoire de l'Italie et qui s'étendait autrefois jusqu'à la capitale de la partie tyrrhénienne jusqu'à inclure les territoires actuels de Taureana di Palmi (it) et Palmi (ville métropolitaine de Reggio de Calabre),. 
Les ruines ont été localisées sur le territoire de Palmi. La ville, qui se trouvait sur la rive sud du fleuve Metauros (probablement le Petrace (en)), marquait la frontière du territoire de la région  de Reggio de Calabre) du côté nord-ouest de la mer Tyrrhénienne, au-delà de laquelle commençait celle de Locri Epizefiri. Par la suite romaine puis byzantine, Tauriana fut détruite par les Sarrasins au milieu du Xe siècle. La plupart des découvertes archéologiques constituent le Parc archéologique de Tauriana,.

## Historique

### Époque antique
Dans les temps anciens, la zone dans laquelle se trouvait Tauriana constituait l'extrême nord de la région de Reggio de Calabre. Tauriana était contiguë à la ville voisine de Metauria, fondée au VIIe siècle av. J.-C. près de l'embouchure de la rivière du même nom. Le fleuve servait, entre autres, de division entre les deux villes .
Concernant la fondation de la ville, certaines légendes racontent une possible colonisation achéenne de la zone dans laquelle Tauriana a été construite. D'autres hypothèses relient la naissance de la ville à la seconde moitié du IVe siècle av. J.-C., lorsque des groupes venus de Reggio et de Locria arrivèrent sur le site en conquérant diverses villes : c'est le cas de centres tels que Terina, Hipponion et Petelia (it). Ainsi, à l'époque hellénistique, il y a eu la conquête du territoire au sud du Metauros par le peuple de la Grande-Grèce de Reggio, plus précisément les « Tauriens ».
La ville est signalée dans des documents officiels d'une époque postérieure, lorsque Tite-Live affirme qu'en 89 avant J.-C., pendant la deuxième guerre punique, il y eut le passage des Tauriens, « sous la protection de Rome ». Le passage est le suivant :
« eodem tempore in Rhégium Iulium ex duodecim populis, qui anno priore ad Poenos desciverant, Tauriani in fidem populi Romani redierunt »
— Tite-Live, Ab urbe cond. XXV, 1, 2.
        
« En même temps que douze États d'Italie qui s'étaient rebellés l'année précédente à cause des Carthaginois, Tauriana passa sous la protection de Rome »
Avec la romanisation de la région, à la suite de la guerre sociale, la présence bruttienne sur le territoire disparut et les Tauriens, grâce à de bonnes relations avec les Romains, obtinrent une autonomie politique et administrative qui leur permit de disposer de leur propre territoire, abandonnant la condition subordonnée envers la ville de Rhêgion.
Caton l'Ancien raconte également l'existence des Tauriens, donnant une indication de la zone dans laquelle se trouvait leur territoire. La frontière avec le territoire de Rhêgion était donnée par la rivière "Pecoli". Selon certains archéologues, ce passage catonien donnerait une base historique à la légende des liens de Tauriana avec les Achéens.
Pomponius Mela et Pline l'Ancien ont également écrit sur une « cité des Tauriens » au Ier siècle. Ce dernier le définit comme « Tauroentum oppidum » dans le passage suivant :
« quod mine Vibonem Valentia appellamus, portus Herculis, Metaurus amnis; Tauroentum Oppidum, portus Orestis et Medma. »
— Pline l'Ancien, Naturalis historia, XIII, 5, 10.
        
« Après Vibo Valentia, qu'on appelle aujourd'hui le Port d'Hercule, le fleuve Metauro ; la ville de Tauriana, le port d'Oreste et Medma. »
La Table de Peutinger, dans le segment VI, rapporte l'existence de la ville de Tauriana dans l'Empire romain. La Cosmographie de Ravenne  mentionne également, pour l'Antiquité tardive, Tauriana parmi les villes situées près du détroit qui divise la Sicile et l'Italie.
Vers les IIIe et IVe siècles, la ville devint un évêché. L'épiscopat garantissait, malgré les nombreuses dévastations et bouleversements divers, la pérennité du toponyme de Tauriana. 
Avec le passage du territoire sous le contrôle de l'Empire byzantin, dans le cadre du duché de Calabre, Tauriana tomba dans la zone de la Plaine de Gioia Tauro.

### Moyen Âge
Vers 590, Tauriana fut la proie des raids lombards venant du duché de Bénévent. Pour cette raison, l'évêque de la ville se réfugia à Messine et les moines se dispersèrent dans toute la Sicile. Des incursions sarrasines eurent également lieu au cours des siècles suivants, car la ville était très exposée étant située au bord de la mer.
Entre le VIIe et le VIIIe siècle, Tauriana était déjà gravement endommagée par une incursion menée soit par les Sarrasins d'Afrique, soit par les Lombards.
Après cela, il y a peu d'indications de la vie de la ville. Le peu que l'on sait est dû au récit de la vie de Fantino il Vecchio (it), rédigé au VIIIe siècle par Pierre, évêque du diocèse de Tauriana. Entre autres choses, il y eut une incursion sarrasine, suivie de la légende d'un miracle accompli par San Fantino et la Vierge Marie, à la suite des prières de la population adressées au tombeau du saint. À la suite de cet événement, la Festa di Maria Santissima dell'Alto Mare (it) est née dans la ville.
Au VIIIe siècle également, la ville voisine de Metauros fut abandonnée. Par conséquent, la ville de Tauriana s'est alors développée sur la rive nord du fleuve Metauros.
En 904, le port de la ville accueillait un navire qui transportait les restes de saint Élie d'Enna depuis Thessalonique. Les enfants spirituels du saint attendaient le cercueil, qui emportèrent sa dépouille au Mont Sant'Elia, où le moine vécut la majeure partie de sa vie, construisant également un monastère.
Tauriana,, dans les dernières années de son existence, c'est-à-dire vers le milieu du Xe siècle, bien qu'elle ait perdu pendant quelques siècles son ancienne prospérité et sa grandeur, était restée la seule ville maritime du côté occidental de l'extrême Calabre, c'est-à-dire entre le château Ruffo de Scilla et le pays de Nicotera.
Des sources historiques datent la destruction de Tauriana à 951. Cette année-là, l'émir de Palerme Abū l-Qāsim al-Hasan, en raison du manque de tribut que lui devaient les Byzantins auxquels appartenait l'extrême sud de l'Italie, envoya en Calabre de féroces milices déterminées à occuper le territoire. L'émir demanda l'aide du calife d' Afrique, qui envoya aussitôt  une grande armée, dirigée par Farag Mohadded. Après avoir conquis Reggio de Calabre, les milices parcourent tout le sud de la Calabre, provoquant partout dévastations, pillages et massacres. Les habitants de Tauriana, ayant appris l'arrivée des Sarrasins, abandonnèrent la ville car elle n'était pas très défendable car elle manquait de murs défensifs, était peu peuplée et encore ruinée par les incursions précédentes. C'est pour cette raison que la population se réfugia dans les châteaux les plus proches, abandonnant Tauriana. La ville fut en effet attaquée par l'armée des Agareni, des Maures et des Carthaginois qui, ne trouvant pas de butin abondant, la détruisirent entièrement et dévastèrent tout le territoire environnant.
La partie noble de la population, avec le clergé et l'évêque, trouva refuge à Seminara, tandis que le reste des Tauriens, incapables de s'y réfugier, trouvèrent refuge au Mamertium Oppidum (Oppido Mamertina), Calatrum (Galatro), Quinquefrondium (Cinquefrondi). D'autres encore, sur les ruines de Sappominulim, commencèrent à construire les villes de Terranova Sappo Minulio, San Martino di Taurianova et Delianuova.
La partie des Tauriens dédiée au commerce maritime, se trouvant mal à l'aise dans les pays intérieurs, s'installa près de la mer mais dans la partie supérieure de la côte. À cet endroit, il y avait un quartier appelé De Palmis, et le village qu'ils y ont construit au fil du temps est devenu l'actuel Palmi.
Les terres sur lesquelles se trouvait Tauriana, constituées de vastes districts dépeuplés, étaient soumises à la juridiction de Seminara, qui était la seule ville qui restait à s'élever non loin de la mer. Ainsi, les terres de Tauriana ont suivi les événements de Seminara jusqu'en 1632 et, depuis cette année jusqu'à nos jours, les événements de Palmi qui avait obtenu son indépendance cette année-là.
En 1086, Roger Ier de Sicile, comte de Calabre, qui avait établi l'évêché de Mileto en 1081, ajouta à ce dernier le territoire du diocèse détruit et abandonné de Tauriana. Le port de la ville existait jusqu'au XVIIIe siècle. En fait, on suppose que, toujours au XIe siècle, Roger Ier y débarqua venant depuis la Normandie.

### Artucles connexes
- Sites archéologiques en Calabre